# XP Tweaker
XP Tweaker — утилита для тонкой настройки, оптимизации, а также защиты операционной системы Windows XP/Server 2003 и программного обеспечения, за счёт изменения определённых параметров (как скрытых, так и труднодоступных для пользователя, находящихся глубоко в системном реестре).

## Описание
Утилита предоставляет пользователю простой инструмент для изменения настроек в операционной системе, избавляя от рутинной ручной работы и длительных поисков нужных ключей и значений в реестре Windows. Благодаря встроенной консоли пользователи могут следить за всеми изменениями, которые сделали, а в качестве защиты от «чужих рук» на запуск твикера можно установить надежный пароль.
Для многих параметров включены подсказки в строке состояния, которые предоставляют краткое описание. Ко всему прочему, программа имеет подробную справочную систему с детальным описанием каждой опции. Все настройки можно экспортировать в файл реестра для быстрой модификации системы на другом компьютере.

## Возможности
От большого количества твиков графический интерфейс утилиты разделен на множество категорий с подкатегориями для более удобной работы, в частности:
| Категория                   | Описание |
| --------------------------- | --- |
| Система                     | Служит для настройки системы, проводника, панели задач, меню «пуск», загрузки системы и решению многочисленных проблем. |
| Мультимедиа                 | Предоставляет обслуживание для проигрывателя Windows Media Player, а также компакт-дисков. |
| Защита                      | Служит для защиты системы, принтеров, проводника, меню «пуск» и панели задач, а также браузера Internet Explorer. |
| Рабочий стол                | Предоставляет твики для детальной настройки рабочего стола, корзины и иконок. |
| Интернет                    | Служит для настройки Интернет-соединений, браузера Internet Explorer и локальных сетей. |
| Установка/удаление программ | Предоставляет список всех установленных программ и обновлений, которые можно удалять или модифицировать. Ко всему прочему, утилита способна удалить встроенный Windows Live Messenger или установить параметры защиты на установку/удаление программы, а также скрыть некоторые апплеты панели управления Windows. |
| Windows XP                  | Имеет удобный и полезный список системных утилит и папок, предоставляет путь к ним, который можно оперативно изменять. А также отображает регистрационные данные активного пользователя, которые можно просматривать и редактировать.                                                                              |
| Файлы и диски               | Служит для создания или удаления виртуальных дисков с многочисленными опциями. А также твики, которые запрещают запускать выбранные приложения. |